# Cigondang
Cigondang is een bestuurslaag in het regentschap Pandeglang van de provincie Banten, Indonesië. Cigondang telt 8416 inwoners (volkstelling 2010).